# فايدة
فايدة (بالكردية Faydê, فایدە) بلدة عراقية ومركز لناحية فايدة في شمال محافظة نينوى، غرب جبل دهكان الصغير، قريبة من حدود جنوب محافظة دهوك، مساحة ناحية فايدة 258.8 كيلومتر مربع، وعدد سكانها 65587 ساكناً حتى سنة 2013، وفقاً لم ذكره الباحث زين العابدين علي صفر في كتابه (تحليل أثر طرق النقل البري في التنمية المكانية لمحافظة نينوى باستخدام تقنيات)، وفي فايدة نقطة كمرك فايدة، وهي على الطريق العام بين محافظة نينوى ومحافظة دهوك، ناحية فايدة تابعة لسلطة الحكومة العراقية المركزية.